# Прапор Веселівського району
Пра́пор Веселі́вського райо́ну — офіційний символ Веселівського району Запорізької області, затверджений 24 грудня 2003 року рішенням № 11 одинадцятої сесії Веселівської районної ради 24 скликання. Автор проекту прапора — Лісіцина Олена Анатоліївна.

## Опис
Прапор являє собою прямокутне полотнище, що має співвідношення сторін 2:3 та складається з трьох рівних горизонтальних смуг синього, білого і жовтого кольорів. У центрі полотнища розміщено герб району, що виглядає як лазуровий щит, поміщений на срібний декоративний картуш і увінчаний срібною міською короною.
В щиті знаходиться золоті листя соняшника та колос. Поверх всього перекинутий лазуровий облямований золотом глечик, з якого витікає три срібні струмені, поруч з якими розташовані золота чотирипроменева та три срібні чотирипроменеві зірки.